# Rigsrådet (Weimarrepublikken)
 For alternative betydninger, se Rigsrådet. (Se også artikler, som begynder med Rigsrådet)
Rigsrådet i Weimarrepublikken blev indført i 1919 ved den republikanske rigsforfatning som et nyt øverste rigsorgan ved siden af Rigsdagen som erstatning for det ophævede Forbundsråd.
Mens Forbundsrådet repræsenterede de forbundne suveræne staters regeringer og derfor i virkeligheden var kejserrigets øverste organ, indtog det ny Rigsråd en beskeden stilling ved siden af Rigsdagen og Rigspræsidenten, der repræsenterede det ny tyske rige i dets enhed, og det blev derfor også i den ny forfatning først nævnt bagefter disse to rigsorganer. Det ny rigsråd bestod af repræsentanter for de enkelte tyske lande, således at hvert land havde mindst een stemme og intet land måtte være repræsenteret med mere end 2/5 af alle stemmerne. Repræsentanterne skulle være medlemmer af landenes regeringer – dog behøver for Preussens vedkommende kun halvdelen at være det. Forsædet i rådet og i alle dets udvalg førtes af et medlem af rigsregeringen – rådet kunne altså ikke selv vælge sin formand. Skønt det om loves vedtagelse i rigsforfatningens § 68 hed: "Rigslovene vedtages af Rigsdagen", havde rigsrådet dog også en vis beslutningsret derved, omend kun et suspensivt veto (indsigelsesret), der dog regelmæssigt kunne nedslås ved gentagen vedtagelse med 2/3 flertal fra Rigsdagens side. Dog kunne rigspræsidenten bestemme, at uenighed mellem Rigsdagen og Rigsrådet skulle afgøres ved folkeafstemning, ligesom Rigsrådet ved forfatningsforandringer selv kunne forlange, at tvisten blev henskudt til folkets afgørelse. Også med hensyn til den årlige rigsfinanslov besad Rigsrådet den beføjelse, at Rigsdagen ikke uden Rigsrådets samtykke kunne forhøje udgifter eller indsætte ny på finanslovforslaget. Endelig udøvede Rigsrådet med hensyn til forvaltningen en særlig indflydelse derved, at anordninger vedrørende benyttelsen af post- og telegrafvæsenet, anlæg af og benyttelsen af jernbanerne og vandvejede kun kunne udstedes af rigsregeringen med Rigsrådets samtykke.